# Red Deer Lake (Red Deer River)
Der Red Deer Lake ist ein 260 km² großer See im zentralen Westen der kanadischen Provinz Manitoba. „Red Deer“ ist der englische Name für den Rothirsch (Cervus elaphus).

## Lage
Der Red Deer Lake befindet sich 15 km westlich vom Winnipegosissee sowie 10 km von der Provinzgrenze zu Saskatchewan entfernt. Am Südufer befindet sich das Hamlet Red Deer Lake am Ende einer 7 km langen Stichstraße, die bei Barrows vom Manitoba Highway 77 abzweigt.  
Der etwa 259 m hoch gelegene See besitzt eine annähernd rechteckige Form mit einer Längsausdehnung in Ost-West-Richtung von 17,5 km sowie einer maximalen Breite von 15,5 km. Der Red Deer River ist der Hauptzufluss und -abfluss des Sees. Er mündet in das südliche Westufer. Am südöstlichen Seeufer entwässert er den Red Deer Lake und fließt dem nahegelegenen Winnipegosissee zu. Ein weiterer größerer Zufluss ist der Armit River. Das Einzugsgebiet des Red Deer Lake beträgt 14.200 km².